# Unidos do Pajeú
Unidos do Pajeú é uma escola de samba de Fortaleza, Ceará.
Depois de 26 anos sem desfilar na avenida de fortaleza a Unidos do Pajeú voltou em 2010, sendo campeã.

## Carnavais
| Ano  | Colocação | Grupo | Enredo                                                     | Ref.                    |
| ---- | --------- | ----- | ---------------------------------------------------------- | ----------------------- |
| 1983 |           | Único | Mãe África                                                 | [ 1 ]                   |
| 2010 | Campeã    | Único | Nos 100 Anos do Theatro José de Alencar, a Pajeú dá o show | [ 1 ] [ 2 ] [ 3 ] [ 4 ] |

## Títulos
- Campeã em Fortaleza: 1977, 1978, 1979[1], 2010